# Kristen Kit
Kristen Kit (St. Catharines, 18 de agosto de 1988) es una deportista canadiense que compite en remo como timonel.
Participó en dos Juegos Olímpicos de Verano, obteniendo dos medallas, oro en Tokio 2020 y plata en París 2024, en la prueba de ocho con timonel. 
Ganó cuatro medallas en el Campeonato Mundial de Remo entre los años 2013 y 2022.

## Palmarés internacional
| Juegos Olímpicos   | Juegos Olímpicos          | Juegos Olímpicos  | Juegos Olímpicos |
| Año                | Lugar                     | Medalla           | Prueba           |
| ------------------ | ------------------------- | ----------------- | ---------------- |
| 2020               | Tokio (Japón)             | Medalla de oro    | Ocho con timonel |
| 2024               | París (Francia)           | Medalla de plata  | Ocho con timonel |
| Campeonato Mundial |                           |                   |                  |
| Año                | Lugar                     | Medalla           | Prueba           |
| 2013               | Chungju (Corea del Sur)   | Medalla de bronce | Ocho con timonel |
| 2017               | Sarasota (Estados Unidos) | Medalla de plata  | Ocho con timonel |
| 2018               | Plovdiv (Bulgaria)        | Medalla de plata  | Ocho con timonel |
| 2022               | Račice (República Checa)  | Medalla de bronce | Ocho con timonel |